# Géant de Souffelweyersheim
I Géant de Souffelweyersheim sono una squadra di football americano di Souffelweyersheim, in Francia; la squadra femminile partecipa al Challenge Féminin.

## Dettaglio stagioni

### Tornei nazionali

#### Campionato

##### Challenge Féminin
| Stagione | regular season | regular season | regular season | regular season | regular season | regular season | playoff | playoff | playoff | playoff | playoff | playoff   | playoff    |
|          | Vin            | Par            | Per            | Tot            | PF             | PS             | Vin     | Per     | Tot     | PF      | PS      | risultato | avversaria |
| -------- | -------------- | -------------- | -------------- | -------------- | -------------- | -------------- | ------- | ------- | ------- | ------- | ------- | --------- | ---------- |
| 2016     | 1              | 0              | 3              | 4              | 42             | 80             | -       | -       | -       | -       | -       | -         | -          |
| 2017     | 2              | 0              | 2              | 4              | 58             | 42             | -       | -       | -       | -       | -       | -         | -          |
| Totale   | 3              | 0              | 5              | 8              | 100            | 122            | -       | -       | -       | -       | -       |           |            |

Fonti: Enciclopedia del Football - A cura di Roberto Mezzetti

## Palmarès
- 2 Campionati regionali Alsazia (2011, 2014)